# 川崎市電
川崎市電（かわさきしでん）は、かつて川崎市交通局が運営していた路面電車である。

## 概要
市電川崎 - 塩浜間6.7 km。軌間1,435 mm。電化方式は直流600 V。全線が現在の川崎区内を走り、かつ日本鋼管前（現在のJFE前交差点）以東は臨港地区の工場地帯を走るため、朝夕のラッシュ時以外は閑散としたローカル線であった。
太平洋戦争末期の1944年（昭和19年）、軍需工場に通勤する人の数は14万に達していたが、燃料不足からバス・トラック輸送が限界となり、交通問題懇談会の要請で川崎市は工場労働者の足として最初の開業区間を5か月の突貫工事で建設した。しかし通勤客輸送に活躍する間もなく、川崎大空襲などの米軍による空襲で手ひどい損害を受けた。
戦後は僅か2両の電車から復興、東京都から応援車両をもらいうけ、路線延長、複線化、新車の投入など整備を進めて川崎市民や工場通勤客の足として順調に伸びたが、自動車に押されたことと、路線網が未完成のままだったため、既に川崎区内に路線網を張り巡らせていた川崎鶴見臨港バスと戦後発足した川崎市バスによる路線競争に対して取り残された存在となり、経営合理化のため1969年（昭和44年）に廃止された。
全く新規の事業体（企業合併や事業譲受を伴わず、鉄軌道事業を新規に開始）として路面電車を運営する事業者としては、2023年8月26日に栃木県宇都宮市と芳賀町に宇都宮ライトレールが開業するまで、その79年前の川崎市交通局が日本では最後だった。

## 沿革
- 1944年（昭和19年）10月14日 市電川崎 - 渡田五丁目間2.76km開業。川崎市運輸事務所が運営を担当。
- 1945年（昭和20年）
  - 4月11日 渡田五丁目 - 浜町三丁目間0.66km延長。
  - 4月15日 川崎大空襲の被害により全線運休。
  - 5月1日 運転再開、運行可能車両は1両のみ。6月30日に箱根登山鉄道小田原市内線より3両が入線。
  - 8月13日 空襲の被害により全線運休。
  - 8月22日 運転再開、運行可能車両は2両のみ。
  - 12月6日 浜町三丁目 - 桜本三丁目（後の桜本）間1.02km延長。これにより、桜本にて東急大師線（現在の京急大師線）と連絡。
- 1946年（昭和21年）8月16日 市電川崎 - 省線川崎駅前0.326km間延長。
- 1947年（昭和22年）7月8日 川崎市運輸事務所、川崎市交通部に改称。
- 1948年（昭和23年）5月26日 古川車庫の火災により車庫建屋および電車1両が全焼、電車1両が半焼。
- 1949年（昭和24年）
  - 5月20日 市電川崎を省線川崎駅前（後の川崎駅前）に、省線川崎駅前を市電川崎にそれぞれ改称。
  - 7月16日 （1948年（昭和23年）8月1日）の記録もあり）日本鋼管前以東の上り線を三線軌条として、夜間に国鉄の貨物列車を乗り入れて運行。
- 1950年（昭和25年）8月18日 市電川崎を0.110km移設。
- 1951年（昭和26年）3月16日 京浜急行電鉄大師線の桜本 - 塩浜間への乗り入れ開始。
- 1952年（昭和27年）1月1日 京浜急行電鉄より大師線桜本 - 塩浜間2.0kmを買収。
- 1953年（昭和28年）9月7日 それまでの古川車庫が区画整理により廃止となり、新設の渡田車庫へ移転。
- 1954年（昭和29年）4月10日 日本鋼管前 - 池上新田間の上下線の三線軌条化、入江崎への交換設備の設置ほかの設備改良により国鉄貨物列車の昼間運転開始。
- 1959年（昭和34年）8月11日 川崎市交通部、川崎市交通局に昇格。
- 1962年（昭和37年） （1963年（昭和38年）2月6日）の記録もあり）市電川崎（現在のDICE前）- 川崎駅前（現在のさいか屋前）間、川崎駅前交通緩和のため廃止。
- 1964年（昭和39年）3月25日 国鉄塩浜操車場（現在の川崎貨物駅）の開業に伴い、池上新田 - 塩浜間2.12km休止。あわせて浜町三丁目 - 池上新田間を単線化して旧上り線を浜川崎駅 - 塩浜操車場間の東海道本線貨物支線の一部に転用、川崎市電の三線軌条を取り止め。 浜町三丁目 - 桜橋間に浜町四丁目開設。
- 1967年（昭和42年）8月1日 休止の池上新田 - 塩浜間2.12km廃止。
- 1969年（昭和44年）4月1日 川崎駅前 - 池上新田間廃止。

### 塩浜 - 池上新田間の休止後
塩浜操車場の建設によって、川崎市電の池上新田 - 塩浜間と、京急大師線の小島新田 - 塩浜間が休止となった。休止後は川崎市バスと臨港バス、さらに京浜急行電鉄が既存のバス路線を増発し、代行とした。京浜急行では既存区間の増便とは別に大師線の産業道路駅から塩浜方面への代行バスも出し、一部は国鉄蒲田駅（東京都大田区）まで運転した。
しかし、池上新田で接続していた川崎市営トロリーバスの廃止に合わせて不要不急の財産を整理した結果、1967年（昭和42年）に正式廃止となる。この結果京浜急行電鉄も小島新田 - 塩浜間を再開する意味がなくなったと判断、1970年（昭和45年）正式に廃止して代行バスの運行を取りやめた。

## 車両
100形（初代）
開業に際して、新潟交通が市内区間用に購入した1933年日本車輌製造東京支店製の半鋼製単車であるモハ1形モハ1、モハ2を、1944年9月に購入して101号車、102号車としたもので、101号車は1945年4月15日の川崎大空襲で、102号車は同年8月13日の空襲で全焼、廃車となった。
200形
100形と同じく開業に際して用意された形式であり、東京都電の木造ボギー車である1500形の1551号車、1554号車、1580号車、1548号車、1567号車を購入して200形201号車 - 205号車としたが、川崎大空襲によって全車被災したために東京都交通局の工場へ搬送されて復旧名義で同じ都電1500形の別車両に振り替えられ、1522号車、1538号車、1560号車、1578号車、1605号車が新たに201号車 - 205号車として1945年12月に入線している。
その後1947年4月には1573、1582、1590号車を購入して206号車 - 208号車に、翌年10月22日には都電1400形1401号車、1403号車、1405号車を209号車 - 211号車としている。
1952年以降202号車 - 206号車、209号車 - 211号車が鋼体化、制御装置変更により600形、700形となった。また、201号車、207号車は1960年に東洋工機で制御装置も流用して鋼体化され、200形のまま201号車･202号車となったほか、後述の300形の車体更新車が編入されて203号車･204号車となっている。
鋼体化改造されなかった208号車は1958年4月1日に廃車となり、鋼体化された新201号車 - 204号車は全線廃止まで使用された。
130形
戦災による車両不足の解消のため、箱根登山鉄道小田原市内線の木造単車131号車 - 133号車を1945年6月30日に購入して130形131号車 - 133号車としたもの。元は東京市街鉄道の1903年 - 1906年製1形電車。
1945年8月13日の空襲では132号車が損傷したため、戦後8月22日の運転再開時点で運行可能であった車両は本形式の131号車、133号車のみであった。その後1948年の古川車庫の火災により133号車が廃車になったほか、1951年1月までに全車廃車となった。
300形
東京都電の半鋼製ボギー車で、もと王子電気軌道で1927年製の200形の150形154号車、170形176号車を1947年3月15日に購入して300形301号車、302号車としたもの。1962年に東横車輛工業で車体更新改造を実施して200形の鋼体化改造車と同形態の車体となって200形203号車、204号車となっている。
100形（2代）
1948年の古川車庫の火災による車両不足を解消するために東京都電の木造単車400形の517号車、567号車を購入して100形の101号車、102号車としたもので、200形などのボギー車の増備によって1954年頃からは使用されなくなり、1958年4月1日に廃車となった。
500形
川崎市電初の新造車として1949年12月8日に日本鉄道自動車製の501号車、502号車の2両が導入されたもので、標識灯が正面上部左右に設置されている以外は都電6000形初期車とほぼ同形であった。全線廃止まで使用されている。
600形
川崎市電の独自設計車として1952年2月に新造の601号車、602号車の2両が、翌年1月および3月に200形203号車、202号車、205号車、211号車、210号車の台車や主電動機を流用した車体更新改造車の603号車 - 607号車が日本鉄道自動車で製造されたもので、幅2440mmと路面電車としては広幅の正面2枚窓の車体と、当時まだ珍しかった東芝製の間接式自動加速制御器を採用したことが特徴であった。全線廃止まで使用されている。
700形
600形の改良型として200形204号車、206号車、209号車の車体更新改造車として1954年に日本鉄道自動車で製造されたもので、600形と基本設計は同一ながら車体は前後扉から前中扉となり、屋根上に強制換気装置とパンタグラフが設置されている。
1963年および1965年には浜町三丁目 - 池上新田の単線化に伴い、交換時のタブレット交換の便を図るために前中扉から前後扉に改造され、併せて屋根上の強制換気装置の撤去がされて600形とほぼ同形態となって全線廃止まで使用された。
702号車は廃止後に桜川公園（市バス桜橋バス停から徒歩2分）に保存されている。

## 車庫
渡田車庫 （成就院前）
現在は、車庫のあった土地は分割分譲され民家が建っている。市電通り沿いにあるマクドナルドが車庫建屋（事務所？）位置で、その裏手が車庫になっていた。

## 駅一覧

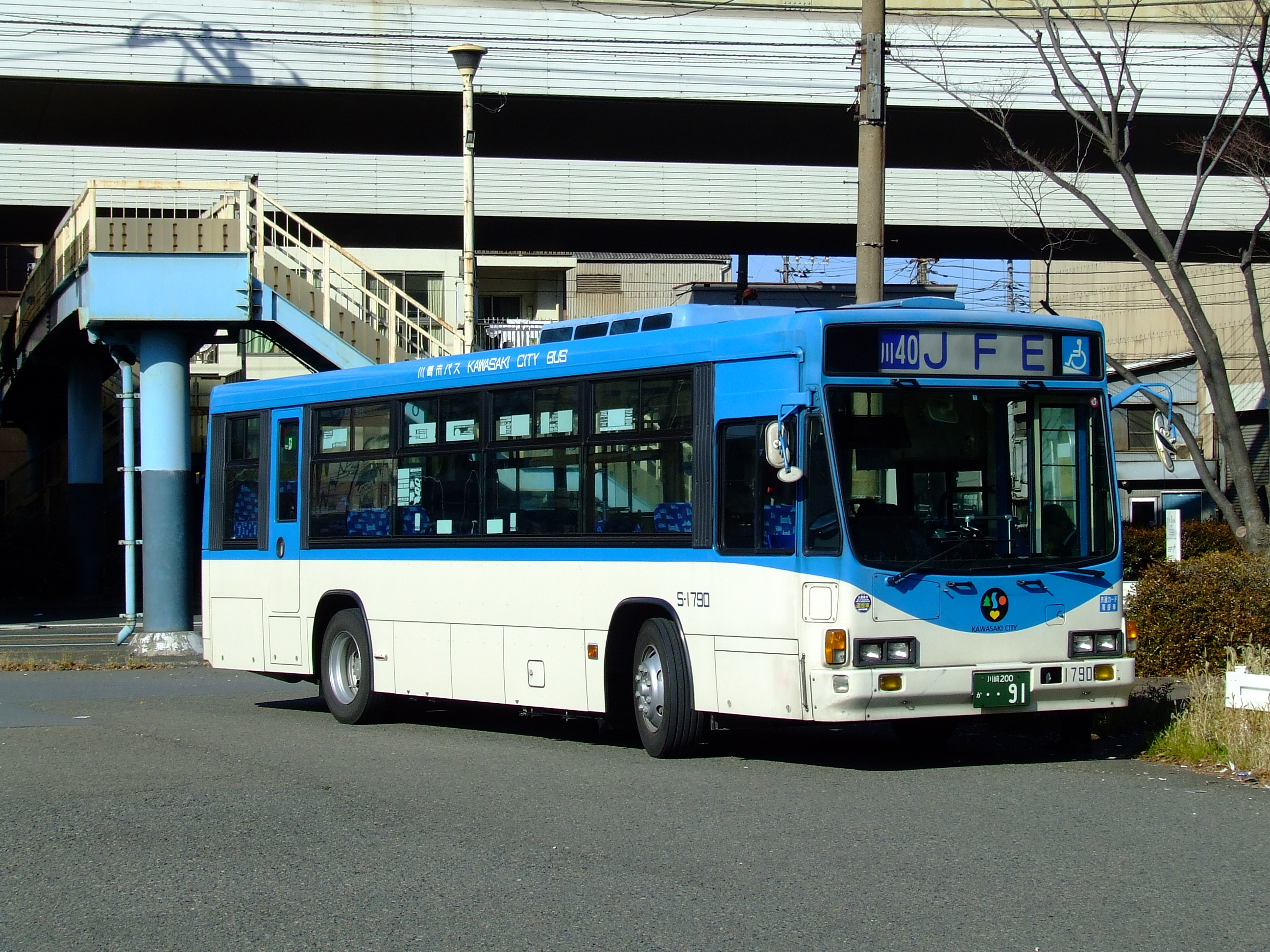
往時の川崎市電の路線をほぼトレースする市バス川40系統

市電川崎駅 - 川崎駅前駅 - 商工中金前駅 - 第一国道駅 - 渡田新町駅 - 渡田三丁目駅 - 成就院前駅 - 小田栄町駅 - 昭和電線前駅 - 東渡田三丁目駅 - 日本鋼管前駅 - 浜町三丁目駅 - 浜町四丁目駅 - 桜橋駅 - 桜本駅 - 池上新田駅 - 日本鋼管池上正門前駅 - 池上中門駅 - 入江崎駅 - 塩留橋駅 - 塩浜駅
- 通常、路面電車は「駅」ではなく「停留所」「電停」と呼ぶが、ここでは便宜上「駅」を使用する。

## 備考
日本鋼管前 - 塩浜間はもともと専用軌道で、それまで日本鋼管専用線を代用していた国鉄貨物列車を運行するために、京浜急行電鉄と共に三線軌条を設置していた。なお、川崎市は国鉄から施設利用収入を得ていた。1967年の塩浜操車場建設に伴い、池上新田 - 塩浜間の線路を撤去し、残存区間を単線化した。その後、片側軌道敷を国鉄に譲渡し、もう片側の軌道のみで運行していた。また、桜橋電停でタブレット交換を行っていた。

## 関連項目

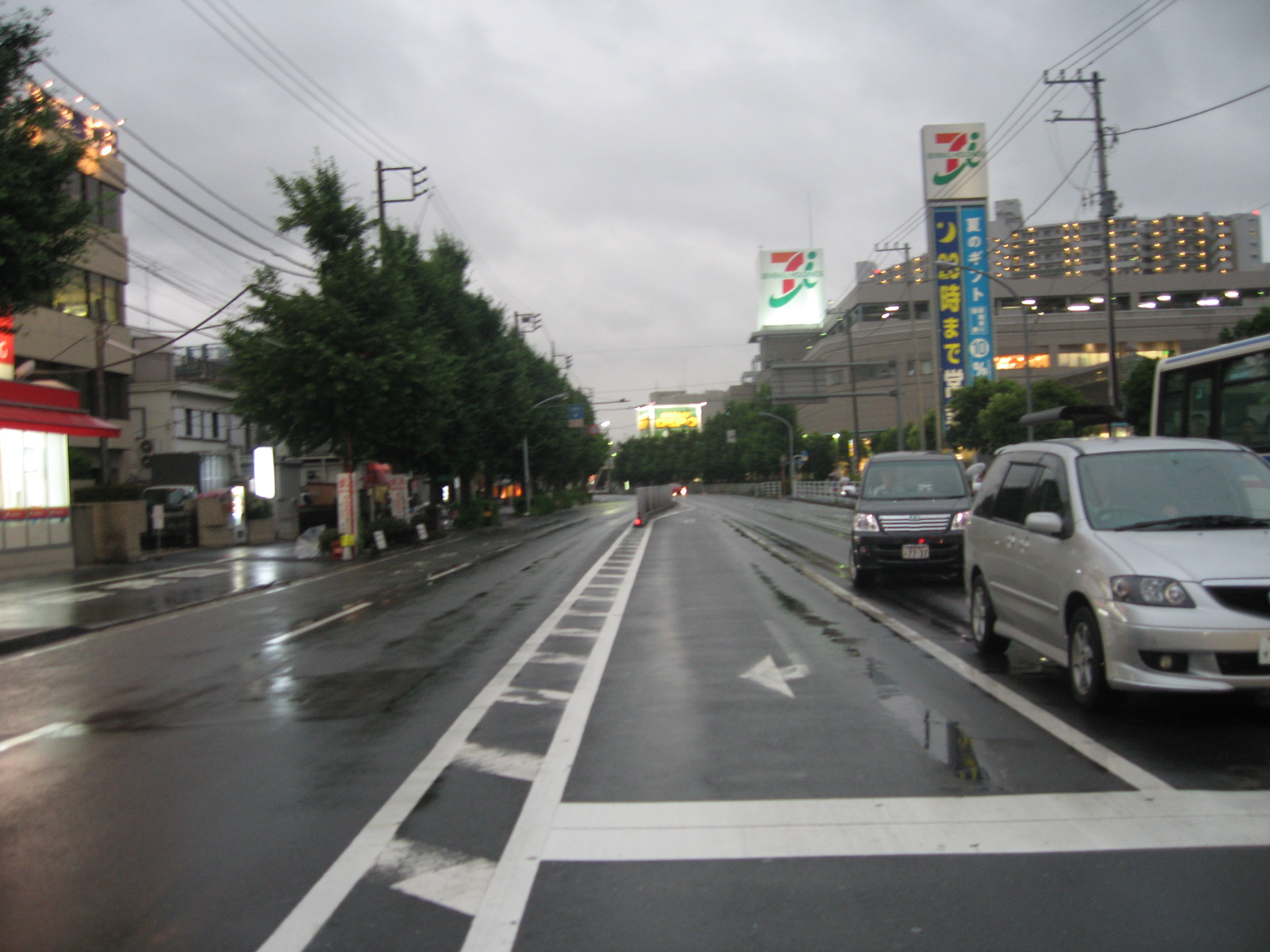
その名前に当時の名残を残す「市電通り」。当時の小田栄町駅 - 昭和電線前駅間